# Red Star FC
A Red Star Football Club (röviden Red Star) egy 1897-ben alapított francia labdarúgócsapat, melynek székhelye Saint-Ouen-sur-Seine-ben található. A klub színei: zöld és fehér. Hazai pályájuk a Stade Bauer, melynek befogadóképessége 10 000 fő.

## Névváltozatok
- Red Star Club Français (1897–1906)
- Red Star Amical Club (1906–1927)
- Red Star Olympique (1927–1946)
- Red Star Olympique Audonien (1946–1948)
- Stade Français-Red Star (1948–1950)
- Red Star Olympique Audonien (1950–1957)
- Red Star Football Club (1957–1968)
- AS Red Star (1978–1984)
- AS Red Star 93 (1984–2003)
- Red Star Football Club 93 (2003–2012)
- Red Star Football Club (2012 óta)

## Sikerlista
- Másodosztály győztese (2): 1934, 1939
- Kupagyőztes (5): 1921, 1922, 1923, 1928, 1942

## Fordítás
Ez a szócikk részben vagy egészben  a   Red Star F.C. című angol Wikipédia-szócikk fordításán alapul.  Az eredeti cikk szerkesztőit annak laptörténete sorolja fel. Ez a jelzés csupán a megfogalmazás eredetét és a szerzői jogokat jelzi, nem szolgál a cikkben szereplő információk forrásmegjelöléseként.